# The Palestine Post
The Palestine Post is een voormalige Israëlische krant die in 1950 als The Jerusalem Post is voortgezet.
De Engelstalige krant werd op 1 december 1932 door de uit Oekraïne-Verenigde Staten afkomstige journalist Gershon Agron in het leven geroepen in het destijds onder beheer van het Verenigd Koninkrijk staande mandaatgebied Palestina. De dagelijks verschijnende krant mikte op een brede doelgroep van zowel Joden als niet-Joden die de Engelse taal machtig waren en die zich ophielden in Palestina en aangrenzende gebieden.
The Palestine Post steunde het zionistische streven van bepaalde groepen Joden naar een eigen thuisland of staat in het mandaatgebied Palestina, onder meer door het verkrijgen van land. In lijn hiermee keerde ze zich tegen immigratiebeperkingen die de Britten de Joden oplegden. Zionistische groeperingen zagen in The Palestina Post een van de doeltreffendste middelen in het bereiken van hun doel.
Telde de eerste editie nog maar een oplage van 1.200 stuks, binnen een jaar was dit al naar bijna 4.000 stuks gestegen en twaalf jaar later, in 1944, werd een eigen record van 50.000 exemplaren behaald.

## Bomaanslag

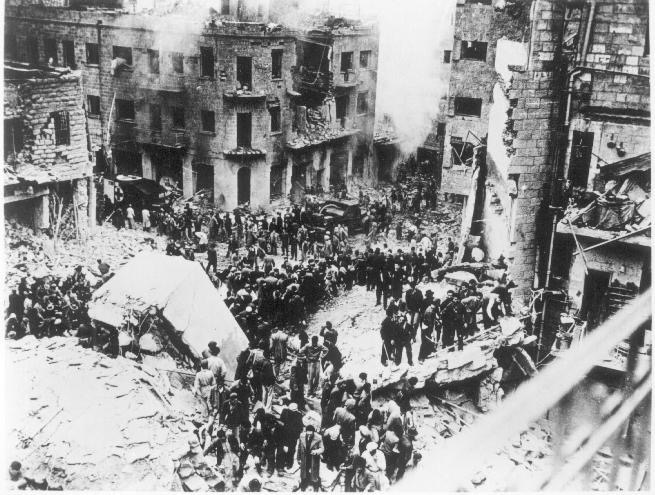
Het kantoor van The Palestine Post na de bomaanslag

Op 1 februari 1948 werd er een bomaanslag uitgevoerd op het kantoor van The Palestine Post in Jeruzalem, waarbij drie personen omkwamen en de drukpers werd vernield. Agron, voor wie de aanslag was bedoeld, bleef ongedeerd doordat hij zich op het bewuste moment elders bevond. De aanslag werd opgeëist door de Arabisch-Palestijnse leider Abd al-Qader al-Hoesseini. De bom was gemaakt door Fawzi al-Kutub, die zijn expertise in Nazi-Duitsland had opgedaan; de aanslag met een Britse legertruck werd uitgevoerd door twee Britse deserteurs en een Arabier.